# Esther Cross
Esther Cross (Buenos Aires, 1 de enero de 1961) es una escritora argentina, con una obra extensa como novelista. Publicó también libros de cuentos e incursionó en el guion y la dirección documental de cine. Es traductora y Licenciada en Psicología. A lo largo de su carrera ha recibido algunos de los premios más destacados del campo de la cultura nacional e internacional.
En 2023 fue elegida académica de número de la Academia Argentina de Letras. 

## Infancia y juventud
Con un padre profesor de Literatura, su infancia y juventud se encontraron familiarizadas con los libros y las bibliotecas. Se crio en Recoleta y vivió a solo dos cuadras de la casa de Adolfo Bioy Casares y Silvina Ocampo, a quienes, siendo niña, contemplaba caminando por las calles de su barrio. Sobre Bioy Casares editó un libro de entrevistas a los 27 años.
Estudió Letras en la Universidad de Buenos Aires y se graduó como Licenciada en Psicología en la Universidad Católica Argentina.

## Trayectoria
Su camino literario formal lo encontró en el taller literario de Félix Della Paolera. Fue con Della Paolera con quien editó en colaboración dos libros de entrevistas a Adolfo Bioy Casares ("Bioy Casares a la hora de escribir") y a Jorge Luis Borges ("Jorge Luis Borges, sobre la escritura"), respectivamente: se trató de la transcripción de las charlas resultantes de las visitas anuales de los escritores que organizaba el taller; una suerte de "clínicas de escritura" superlativas, dada la dimensión literaria de los protagonistas. En el caso de la entrevista a Adolfo Bioy Casares, el libro contó inclusive con supervisión y edición de él mismo.
Con otros participantes del taller literario de Della Paolera fundó la revista literaria “Tramas”. Participó en el taller hasta fines de los años ochenta.
Tradujo del inglés al español, entre otros, “Once tipos de soledad” de Richard Yates y un gran volumen de la totalidad de los cuentos de William Goyen. En 2001 obtuvo la Beca Fulbright Fondo Nacional de las Artes para estudiar cine en Nueva York, Estados Unidos. En el marco de dichos estudios configuró el trabajo documental que había iniciado en 1999 con Alicia Martínez Pardies para filmar a los "sin techo" en Buenos Aires. El registro audiovisual resultó en un Documental que registró el proceso económico y social que desencadenó en Argentina la denominada crisis del 2001.
En 2004 fue beneficiaria de la Beca otorgada por la Civitella Ranieri Foundation para realizar la residencia artística en Umbertide, Italia.
En la actualidad coordina talleres de escritura y colabora en distintos medios de comunicación culturales.

## Obra

### Novela
- La inundación (1ª edición). Emecé Editores. 1993. ISBN 978-950-04-1296-4.[11]
- El banquete de la araña (1ª edición). Tusquets Editores. 1999. ISBN 978-950-9779-55-6.
- Radiana (1ª edición). Emecé Editores. 2007. ISBN 978-950-04-2866-8.
- La señorita Porcel (1ª edición). Siglo XXI. 2009. ISBN 978-607-03-0078-3.
- La mujer que escribió Frankestein (1ª edición). Emecé Editores. 2013. ISBN 978-950-04-3533-8.[12]
- Tres hermanos (1ª edición). Tusquets Editores. 2016. ISBN 978-987-670-406-9.[13]

### Cuento
- Crónicas de alados y aprendices (1ª edición). Emecé Editores. 1992. ISBN 978-950-04-1166-0.
- La divina proporción y otros cuentos (1ª edición). Emecé Editores. 1994. ISBN 978-950-04-1433-3.
- Kavanagh (1ª edición). Tusquets Editores. 2004. ISBN 978-950-9779-99-0.[14]
- La aventura sobrenatural. Historias reales de apariciones, literatura y ocultismo, en coautoría con Betina González. Seix Barral. 2023.

### Antología
- Historias de guardarropa (1ª edición). Planeta. 2010. ISBN 978-950-49-2433-3.
- La piedra de la cordura - Historias sobre enfermedades psiquiátricas (1ª edición). Marketing & Research. 2012. ISBN 978-987-28001-0-9.
- Las dueñas de la pelota (1ª edición). El Ateneo. 2014. ISBN 978-950-02-0787-4.
- Gente mayor (1ª edición). Cienvolando. 2015. ISBN 978-987-45916-3-0.
- Oír ese río (1ª edición). Esteban Charpentier. 2017. ISBN 978-987-42-5826-7.[15]

### Edición
- La Biblia según veinticinco escritores argentinos, en coautoría con Ángela Pradelli (1ª edición). Emecé. 2009.

### Guion
- Humillados y ofendidos (2004, documental de Alicia Martínez Pardies).[16]

## Premios y becas
- 1987 Premio de la revista Puro cuento (por “Sentido pésame”).[17]
- 1992 Premio Novela Fundación Fortabat (por "La inundación").[18]
- 1998 Beca Fulbright Fondo Nacional de las Artes (Cine).[19]
- 2001 (Tercer Premio) Premio Nacional de Literatura (por "El banquete de la araña"). Secretaría de Cultura de la Nación.
- 2004 Beca Civitella Ranieri.[19]
- 2008 Premio Internacional de Narrativa (por La señorita Porcel) otorgado por Editorial siglo XXI (México).[20][21]

Su cuentos fueron premiados por la SADE y las revistas First y Plural (México). También recibió menciones en los concursos Premio Juan Rulfo y Manuel Mujica Láinez.